# Schefflera lancifoliolata
Schefflera lancifoliolata är en araliaväxtart som beskrevs av David Gamman Frodin. Schefflera lancifoliolata ingår i släktet Schefflera och familjen araliaväxter.
Artens utbredningsområde är Colombia. Inga underarter finns listade.